# Фарватер
Фарва́тер (нидерл. vaarwater, от varen — «плыть» и water — «вода») — судовой ход, безопасный в навигационном отношении и обозначенный на местности и/или карте проход по водному пространству (реке, озеру, морю, проливу, фьорду, океану и прочему), характеризующийся достаточными глубинами и отсутствием препятствий для судоходства, например, затопленных судов, рифов и мин.
На реках фарватер обычно проходит по линии наибольших глубин русла (тальвегу). На пограничных судоходных реках граница во многих случаях устанавливается посередине главного фарватера.
Фарватер обозначают средствами навигационного оборудования — буями, створами, бакенами и прочим.
По назначению различают следующие виды фарватера:
- Подходные (обеспечивают подход к внешней части порта или гавани)
- Главные (обеспечивают проход в порт с моря или плавание между портами в шхерах)
- Соединительные (соединяют собой главные или другие фарватеры)

По точности обследования различают:
- Фарватеры, протраленные гидрографическими тралами
- Фарватеры, обследованные промером
- Недостаточно обследованные фарватеры (фарватеры, не имеющие указания на картах и в лоции о наименьшей глубине, но опробованные судами)

По местоположению выделяют морские, шхерные, речные и другие фарватеры.